# Stella Glow
Stella Glow  es un videojuego de rol táctico desarrollado por Imageepoch para el Nintendo 3DS. La historia del juego se centra alrededor de un joven que debe viajar para unir a cuatro brujas para que pueda salvar su ciudad natal de la cristalización.

## Historia
El protagonista Alto es un joven que sufre de amnesia. Ha logrado encontrar una casa en Mithra Village con su amiga Lisette, sin embargo su felicidad se destruye cuando la bruja de la destrucción, Hilda, llega y convierte el pueblo - y casi todos en él - en cristal a través de la canción, algo que solo las brujas pueden hacer. Alto y Lisette son inicialmente salvados de este destino, pero pronto son confrontados por Hilda y uno de sus seguidores. En su dolor, Lisette se transforma en la bruja del agua usando un misterioso cristal que Alto le regaló como regalo de cumpleaños. Al igual que su lucha con Hilda está llegando a su clímax, Alto y Lisette son salvados por los Caballeros Regnant, que luchan en nombre de la Reina de la tierra. Son llevados a la ciudad donde descubren que Hilda ha estado haciendo esto en todo el país y que si no se detiene, ella cristalizará todo. Para detener a Alto, los otros deben reunir a cuatro brujas, cada una de las cuales personifican los cuatro elementos, y hacer que canten una canción que deshaga los esfuerzos de Hilda. Durante este proceso, Alto encuentra que no es un joven común, ya que tiene poderes que pueden afinar y amplificar las canciones de las brujas.

## Gameplay
El juego se divide en diferentes áreas, tiempo libre y tiempo de batalla. Durante cualquiera de los jugadores tienen la capacidad de comprar artículos y luchar contra los monstruos al azar, sin embargo, hay ciertas cosas que solo se puede lograr a través del tiempo libre y el tiempo de batalla. En tiempo libre, los jugadores tienen tres oportunidades para establecer relaciones con sus compañeros de equipo, realizar trabajos extraños o explorar el área circundante. También se les da la oportunidad de "afinar" a las brujas, un proceso que se hace necesario cuando las luchas personales impiden al jugador aumentar su relación con la bruja respectiva. Hacer cualquiera de estas cosas hará que el tiempo pase y la medida en que un jugador desarrolla una relación puede afectar el final del juego. Participar en el tiempo de batalla progresará la historia del juego.
Las batallas se basan en turnos y la extensión de las habilidades de un personaje puede depender mucho de lo cerca que Alto está de la persona, ya que una relación más cercana o amistad puede permitir al personaje desbloquear varias habilidades.

## Recepción
La recepción crítica para Stella Glow fue generalmente favorable, y el juego tiene actualmente una calificación de 79 en el agregador de la revisión Metacritic.